# گراتزانو بادولیو
گراتزانو بادولیو (به ایتالیایی: Grazzano Badoglio) یک کومونه در ایتالیا است که در استان آسته واقع شده‌است.

## خصوصیات
گراتزانو بادولیو ۱۰٫۴ کیلومترمربع مساحت و ۶۲۹ نفر جمعیت دارد و ۲۹۹ متر بالاتر از سطح دریا واقع شده‌است.